# Dekanat Wadowice-Południe
Dekanat Wadowice – Południe – jeden z 45 dekanatów w rzymskokatolickiej archidiecezji krakowskiej.

## Parafie
W skład dekanatu wchodzi 10 parafii:
- parafia św. Erazma – Barwałd Dolny
- parafia św. Izydora – Jaroszowice
- parafia św. Wawrzyńca – Klecza Dolna
- parafia św. Józefa Robotnika – Łękawica
- parafia św. Wojciecha – Mucharz
- parafia św. Aleksego – Ponikiew
- parafia św. Jana Kantego – Stryszów
- parafia MB Częstochowskiej – Śleszowice
- parafia MB Pocieszenia – Świnna Poręba
- parafia św. Piotra Apostoła – Wadowice

## Historia
Dekanat Wadowice–Południe powstał 25 marca 1992 na mocy bulli Jana Pawła II Totus Tuus Poloniae populus z rozdzielenia dekanatu Wadowice na dwa dekanaty: dekanat Wadowice-Północ i właśnie dekanat Wadowice–Południe.

### Dziekani
- ks. kan. Michał Piosek – proboszcz parafii św. Piotra Apostoła w Wadowicach – dziekan (do 25 listopada 1993)
- ks. prał. Tadeusz Kasperek – proboszcz parafii św. Piotra Apostoła w Wadowicach – dziekan (od 8 grudnia 1993)
- ks. Jan Dziubek – proboszcz parafii św. Piotra Apostoła w Wadowicach – dziekan (od 2022)

## Sąsiednie dekanaty
Dekanat Andrychów (diec. bielsko-żywiecka), Dekanat Kalwaria, Dekanat Sucha Beskidzka, Dekanat Sułkowice, Dekanat Wadowice-Północ.